# Ten'guševo
Ten'guševo (in russo Теньгу́шево?) è un villaggio della Repubblica di Mordovia, Russia. È il centro amministrativo del distretto Ten'guševskij.
È situato nell'estremo nord-ovest della repubblica, sulla riva destra del fiume Mokša, a 210 km dalla capitale Saransk.